# USS Douglas A. Munro (DE-422)
USS Douglas A. Munro (DE-422) là một tàu hộ tống khu trục lớp John C. Butler từng phục vụ cùng Hải quân Hoa Kỳ trong Chiến tranh Thế giới thứ hai. Nó là chiếc tàu chiến duy nhất của Hải quân Hoa Kỳ được đặt cái tên này, theo tên Thượng sĩ Tuần duyên Douglas Albert Munro (1919–1942), người từng phục vụ tại Mặt trận Tây Nam Thái Bình Dương, đã tử trận tại Guadalcanal vào ngày 27 tháng 9, 1942 và được truy tặng Huân chương Danh dự. Nó đã phục vụ trong suốt Thế chiến II, được cho ngừng hoạt động sau khi xung đột chấm dứt vào năm 1947, rồi được huy động trở lại để tiếp tục phục vụ trong các cuộc Chiến tranh Triều Tiên và Chiến tranh Lạnh từ năm 1951 đến năm 1960 Con tàu cuối cùng bị đánh chìm như một mục tiêu vào năm 1966. Douglas A. Munro được tặng thưởng bốn Ngôi sao Chiến trận do thành tích phục vụ trong Thế Chiến II, và thêm ba Ngôi sao Chiến trận khác trong cuộc Chiến tranh Triều Tiên.

## Thiết kế và chế tạo
Lớp John C. Butler được thiết kế nhằm đáp ứng nhu cầu một số lượng lớn nhưng rẻ tiền của một kiểu tàu hộ tống chống tàu ngầm để hộ tống các đoàn tàu vận tải vượt đại dương. Chúng có chiều dài chung 306 foot (93,3 m), mạn tàu rộng 36 foot 10 inch (11,2 m) và mớn nước 13 foot 4 inch (4,1 m), trọng lượng choán nước tiêu chuẩn 1.350 tấn Anh (1.372 t), và lên đến 1.745 tấn Anh (1.773 t) khi đầy tải, với một thủy thủ đoàn bao gồm 14 sĩ quan và 201 thủy thủ. Con tàu được vận hành bởi hai turbine hơi nước hộp số Westinghouse; hơi nước được cung cấp bởi hai nồi hơi "D" Express, tạo ra công suất 12.000 mã lực càng (8.900 kW) và cho phép đạt được tốc độ tối đa 24 hải lý trên giờ (44 km/h; 28 mph). Nó có tầm hoạt động 6.000 hải lý (11.000 km; 6.900 mi) ở tốc độ đường trường 12 hải lý trên giờ (22 km/h; 14 mph).
Dàn vũ khí chính bao gồm hai tháp pháo 5-inch/38 caliber đa dụng nòng đơn, được dẫn đường bởi hệ thống điều khiển hỏa lực Mark 51; vũ khí phòng không gồm hai khẩu đội Bofors 40 mm L/60 nòng đôi và mười khẩu Oerlikon 20 mm nòng đơn cũng được dẫn đường bởi hệ thống Mark 51. Ngoài ba ống phóng ngư lôi 21 inch (533 mm), vũ khí chống ngầm bao gồm hai đường ray thả mìn sâu, tám máy phóng mìn sâu K-gun cùng một dàn súng cối chống ngầm Hedgehog. Con tàu được trang bị sonar kiểu QC, radar dò tìm mặt biển SL và radar dò tìm không trung SA.
Douglas A. Munro được đặt lườn tại xưởng tàu của hãng Brown Shipbuilding Co. ở Houston, Texas vào ngày 31 tháng 1, 1944. Nó được hạ thủy vào ngày 8 tháng 3, 1944, được đỡ đầu bởi nữ Thiếu úy Tuần duyên Edith Munro, mẹ của Thượng sĩ Munro, và được cho nhập biên chế cùng Hải quân Hoa Kỳ vào ngày 11 tháng 7, 1944 dưới quyền chỉ huy của Hạm trưởng, Thiếu tá Hải quân Grinell G. Morris.

## Lịch sử hoạt động

### Thế Chiến II
Sau khi hoàn tất việc chạy thử máy huấn luyện tại khu vực Bermuda và sửa chữa sau chạy thử máy, từ ngày 20 tháng 9 đến ngày 19 tháng 10, 1944, Douglas A. Munro cùng với tàu chị em Dufilho (DE-423) tháp tùng để hộ tống cho pháo hạm Vixen (PG-53), soái hạm của Đô đốc Royal E. Ingersoll, Tổng tư lệnh Hạm đội Đại Tây Dương, khi ông thực hiện một chuyến đi thị sát các căn cứ tại vùng biển Caribe. Nó lại có chuyến đi hộ tống cho tàu sân bay hộ tống Kasaan Bay (CVE-69) đi sang Casablanca, Maroc thuộc Pháp từ ngày 24 tháng 10 đến ngày 14 tháng 11.
Chuẩn bị để được điều động sang khu vực Mặt trận Thái Bình Dương, Douglas A. Munro khởi hành từ Norfolk, Virginia vào ngày 7 tháng 12, băng qua kênh đào Panama mười ngày sau đó, và đi đến đảo Manus thuộc quần đảo Admiralty vào ngày 15 tháng 1, 1945. Nó tiếp tục thực hành huấn luyện tại đây, rồi đi đến Biak thuộc quần đảo Schouten để hộ tống một đoàn tàu đổ bộ LST hướng sang quần đảo Philippine, đi đến vịnh Lingayen vào ngày 9 tháng 2, 1945.
Sau khi quay trở lại vịnh San Pedro, Leyte, Douglas A. Munro lên đường vào ngày 20 tháng 2 để hộ tống một đoàn tàu kéo Lục quân đi đến vịnh Subic. Đến nơi một tuần sau đó, nó chuyển sang bảo vệ cho một đơn vị tàu quét mìn làm nhiệm vụ rà quét thủy lôi tại eo biển San Bernardino và các lối tiếp cận vịnh Manila, cũng như hỗ trợ các hoạt động đổ bộ tại khu vực lân cận. Nó hoạt động tại khu vực vịnh Subic cho đến ngày 6 tháng 5, khi nó được điều sang hỗ trợ cho hoạt động tấn công và chiếm đóng Borneo từ ngày 19 tháng 5 đến ngày 5 tháng 7. Con tàu đã hộ tống các đoàn tàu tiếp liệu từ Leyte, bắn phá các vị trí đối phương cũng như phục vụ tuần tra chống tàu ngầm. Sau đó nó hộ tống một đoàn tàu đi từ Ulithi đến Philippines từ ngày 19 đến ngày 26 tháng 7; con tàu đang tuần tra chống tàu ngầm trên tuyến đường hàng hải giữa Leyte và Okinawa khi Nhật Bản chấp nhận đầu hàng vào ngày 15 tháng 8, giúp chấm dứt vĩnh viễn cuộc xung đột.
Rời Leyte vào ngày 6 tháng 9, Douglas A. Munro gia nhập Lực lượng Nam Trung Quốc và đi đến khu vực cửa sông Dương Tử vào ngày 19 tháng 9. Nó phục vụ cùng lực lượng này cho đến ngày 5 tháng 1, 1946, khi nó đi đến Hong Kong để quay trở về Hoa Kỳ, về đến San Francisco, California vào ngày 1 tháng 2. Con tàu chuyển đến San Diego, California vào ngày 30 tháng 3, vả được cho xuất biên chế tại đây vào ngày 15 tháng 1, 1947.

### Chiến tranh Triều Tiên
Sau khi cuộc Chiến tranh Triều Tiên bùng nổ vào tháng 6, 1950, Douglas A. Munro được cho tái biên chế trở lại vào ngày 28 tháng 2, 1951 dưới quyền chỉ huy của Trung tá Hải quân Richard Struyk. Nó khởi hành từ San Diego vào ngày 8 tháng 7 để đi sang Trân Châu Cảng, và sau khi huấn luyện ôn tập cho đến ngày 29 tháng 10, nó đi sang vùng biển Triều Tiên để hoạt động cùng Lực lượng Phong tỏa và Bắn phá Liên Hiệp Quốc, tham gia vào cuộc phong tỏa Wŏnsan cũng như phục vụ trong việc tìm kiếm và giải cứu.
Đang khi tuần tra tại eo biển Đài Loan vào ngày 25 tháng 1, 1952, Douglas A. Munro đã trợ giúp cho chiếc tàu cuốc Đài Loan Chien Wong; và đến ngày 12 tháng 2 lại tiếp tục trợ giúp cho chiếc tàu buôn Anh SS Wing Sang bị hải tặc Trung Quốc tấn công. Con tàu cũng từng cứu hai thành viên đội bay một máy bay ném bom-ngư lôi, và một dịp khác đã cứu hai sĩ quan Thủy quân Lục chiến từ một máy bay trực thăng bị rơi trên một hòn đảo tại khu vực cửa sông Hán. Nó quay trở về Trân Châu Cảng vào ngày 24 tháng 5 để đại tu và huấn luyện, và trong lượt phục vụ thứ hai trong cuộc Chiến tranh Triều Tiên từ ngày 9 tháng 5 đến ngày 11 tháng 12, 1953, nó đã hoạt động cùng Lực lượng Đặc nhiệm 95 trong vai trò hộ tống và tuần tra, khi nó tiếp tục cứu vớt đội bay một máy bay tuần tra bị rơi.

### 1954 - 1960
Khởi hành từ Trân Châu Cảng vào ngày 1 tháng 7, 1954, Douglas A. Munro đã hoạt động tuần tra tại các quần đảo Mariana và Caroline thuộc Lãnh thổ Ủy thác Quần đảo Thái Bình Dương do Liên Hiệp Quốc ủy nhiệm sau khi Thế Chiến II kết thúc. Nó đã viếng thăm hơn 100 hòn đảo trước khi quay trở về Trân Châu Cảng vào ngày 31 tháng 1, 1955. Lại lên đường từ Trân Châu Cảng vào ngày 22 tháng 10, 1955, nó có một lượt hoạt động tại khu vực Tây Thái Bình Dương cho đến ngày 14 tháng 1, 1956, khi nó quay trở lại hoạt động tuần tra tại vùng lãnh thổ ủy thác. Đang khi tuần tra tại khu vực quần đảo Bonin vào ngày 27 tháng 1, nó phát hiện và bắt giữ một tàu đánh cá Nhật Bản vi phạm giới hạn 3 hải lý, bàn giao con tàu vi phạm cho Cao Ủy lãnh thổ ủy thác. Nó kết thúc lượt hoạt động khi quay trở về Trân Châu Cảng vào ngày 24 tháng 3.
Trong các lượt phục vụ từ năm 1956 đến năm 1959, Douglas A. Munro luân phiên hoạt động tuần tra tại eo biển Đài Loan với hoạt động tuần tra tại vùng lãnh thổ ủy thác. Trong vụ Khủng hoảng eo biển Đài Loan, vào ngày 23 tháng 8, 1958, nó đã cùng tàu chị em Edmonds (DE-406) hộ tống cho hai tàu đổ bộ LST của Đài Loan đi đến các đảo Kim Môn và Mã Tổ, nhằm giúp di tản thường dân khỏi hai hòn đảo thường xuyên bị phía Trung Cộng pháo kích. Chuyến phục vụ cuối cùng từ tháng 8, 1959 đến tháng 3, 1960 được nó dành trọn cho việc tuần tra tại vùng lãnh thổ ủy thác.
Douglas A. Munro được cho xuất biên chế lần sau cùng vào ngày 24 tháng 6, 1960 và đưa về Hạm đội Dự bị Thái Bình Dương, neo đậu tại Mare Island, California. Tên nó được cho rút khỏi danh sách Đăng bạ Hải quân vào ngày 1 tháng 12, 1965, và con tàu bị đánh chìm như một mục tiêu vào tháng 1, 1966.

## Phần thưởng
Douglas A. Munro được tặng thưởng bốn Ngôi sao Chiến trận do thành tích phục vụ trong Thế Chiến II, và thêm ba Ngôi sao Chiến trận khác trong cuộc Chiến tranh Triều Tiên.
|             |                                                       |  |
|             | Bronze star · Bronze star · Bronze star · Bronze star |  |
|             | Bronze star · Bronze star · Bronze star               |  |
| Bronze star |                                                       |  |

| Dãi băng Hoạt động Tác chiến (truy tặng)                                 | Dãi băng Hoạt động Tác chiến (truy tặng)                                | Huân chương Phục vụ Trung Hoa                                           | Huân chương Phục vụ Trung Hoa                         |
| Huân chương Chiến dịch Hoa Kỳ                                            | Huân chương Chiến dịch Châu Á-Thái Bình Dương với 4 Ngôi sao Chiến trận | Huân chương Chiến dịch Châu Á-Thái Bình Dương với 4 Ngôi sao Chiến trận | Huân chương Chiến thắng Thế Chiến II                  |
| Huân chương Phục vụ Phòng vệ Quốc gia                                    | Huân chương Phục vụ Triều Tiên với 3 Ngôi sao Chiến trận                | Huân chương Phục vụ Triều Tiên với 3 Ngôi sao Chiến trận                | Huân chương Viễn chinh Lực lượng Vũ trang             |
| Huân chương Giải phóng Philippine (Philippine) với 1 Ngôi sao Chiến trận | Huân chương Liên Hiệp Quốc Phục vụ Triều Tiên                           | Huân chương Liên Hiệp Quốc Phục vụ Triều Tiên                           | Huân chương Phục vụ Chiến tranh Triều Tiên (Hàn Quốc) |